# Богдан Филов
Богдан Димитров Филов е виден български археолог, историк на изкуството и политик. Той е министър-председател на България в 58-ото и 59-ото правителство (1940 – 1943) и регент на малолетния цар Симеон II (1943 – 1944).
Богдан Филов е учен, сочен за основоположник на професионалната археология и изкуствознание в България, с важни приноси в историята на античното и средновековно българско изкуство. Като политик Филов до голяма степен е отговорен за включването на Царство България във Втората световна война на страната на Нацистка Германия. Това става на 1 март 1941 г. с договор, подписан във виенския дворец „Белведере“.
Осъден е на смърт и екзекутиран на 2 февруари 1945 г. от т.нар. Народен съд, сформиран почти веднага след преврата от 1944 г. и последвалия го комунистически режим в България.

## Биография

### Ранни години
Богдан Филов е роден в Стара Загора в семейството на подполк. Димитър Филов от Калофер (съратник на Христо Ботев) и Елисавета Сахатчиева от Карлово. Баща му – Д. Филов, участва в Русенския офицерски бунт, по време на който е тежко ранен и впоследствие умира от раните си. Преждевременната смърт на Д. Филов, оставя съпругата му вдовица с три малки деца – Святополк (р. 1881, убит на 2. октомври 1915), Богдан (1883) и Любомир (1885, починал като дете).
Богдан Филов учи в Карлово и Пловдив и завършва Първа софийска мъжка гимназия в София през 1900. След това заминава за Германия с държавна стипендия на Министерство на просвещението, където следва класическа филология във Вюрцбург (1901) и Лайпциг (1902 – 1903), както и археология и римска история във Фрайбург (1904 – 1906). Докторската му дисертация от Фрайбург е издадена веднага като книга – притурка на престижното германско списание Klio в Лайпциг.

### Изследователска дейност
От 1 май 1906 г. работи в Народния археологически музей в София. Специализира археология, музейно дело и нумизматика в Бон, Париж и Рим през 1907 – 1909 г. В 1909 г. завръщайки се в България е назначен за уредник на средновековния и нумизматичния отдел в Народния археологически музей – София. Поставя началото на методични археологически разкопки в България: първите са в Хисаря през 1909 – 1910 г. Между 1910 и 1920 г. е първият българин директор на Народния археологически музей. Провежда първите проучвания на античния град Кабиле край Ямбол през 1912 г.
По време на войните 1912 – 1913 и 1915 – 1918 г. Богдан Филов предприема 3 продължителни научни пътувания в Източна Тракия, Беломорието, Вардарска Македония и Поморавието, спасява и разкрива паметници на културата, води подробни дневници. Във Вардарска Македония, по време на Първата световна война, сътрудничи с германски археолози и изкуствоведи, които са пратени да изследват тамошните паметници на културата. Много от спасените тогава над 400 български старини са пазени дълго време в т.нар. „Секретен фонд“ в Народния археологически музей, (прехвърлени в НИМ през 1980-те години). Организира разкопките на Требенишкия некропол край Охридското езеро през лятото на 1918 г.
Прави разкопки и проучвания в софийските църкви „Св. София“ (1910 – 1912), „Св. Георги“, (1915, 1921, 1932), както и в Боянската църква, (1920).
По-късно проучва и обнародва богатия тракийски могилен некропол при село Дуванлий до Пловдив (1929 – 1931) и куполните гробници при Мезек край Свиленград (1931 – 1933). Основател и пръв директор на Българския археологически институт (1920 – 1940); член на Управителния съвет на БАИ (1940 – 1944).
Филов е автор на редица интерпретации, оказали влияние върху българската тракология. През 1916 година той въвежда концепцията за тракийско изкуство, различаващо се от древногръцкото и скитското. По-късно развива предлаганата и от гръцки автори теза за културните връзки между траки и микенци, разглеждайки тракийските куполни гробници от IV – III век пр. Хр. като продължение на микенска традиция от бронзовата епоха, изчезнала в Гърция. Макар и критикувана, теорията за архаичността на тракийската култура продължава да заема централно място в българската тракология.
Участва във всички международни конгреси по византология от Букурещ (1924) до Рим (1937). Организатор и главен секретар на IV Византоложки конгрес, проведен в София от 9 до 16 септември 1934 г. От 1918 г. е дописен член на БАН, а от 1929 – действителен член, а на 27 юни 1937 г., след смъртта на проф. Любомир Милетич, е избран за председател на Българската академия на науките, какъвто остава до октомври 1944 г.
Посветен в масонството още през 1923 г. в берлинска ложа, по-късно става член на Масонска ложа „Светлина“ в София, до забраната на всички ложи в България през 1941 г. именно от неговото правителство.

### Преподавателска дейност
След като подава молба за участие в обявения конкурс за редовен доцент по археология на стария свят в Софийския университет на 30 декември 1910 г., на следващата година Богдан Филов е одобрен от Историко-филологическия факултет и печели конкурса. За хабилитационен труд д-р Филов представя студията си „Археологически паралели. Студии върху историята на античното изкуство в България“, печатана в Сборника за народни умотворения. Ректорът обаче не желае да го назначи единствено като хоноруван, след като Филов отказва да напусне местото си в музея. По тази причина той е назначен по-късно, чак през 1914 г., за частен хоноруван доцент, а през 1920 г. е избран за професор по археология и история на изкуството в СУ, където преподава, включително докато е министър, до 1941 г. Основател е и първи уредник на „Археологически семинар“ към Историческия факултет (1921 – 1940). Води 9 курса в СУ, като е избиран за декан на Историко-филологическия факултет през 1924 – 1925 г. и ректор през 1931 – 1932 г. За своите научни приноси Богдан Филов е избран за почетен, действителен и дописен член на множество институти, академии и др., както и за доктор хонорис кауза на няколко университета.
Действителен член
- Германски археологически институт, Берлин (1924)
- Руски императорски археологически институт, Цариград (1910 – 1915)
- Австрийски археологически институт, Виена
- (основател и редовен член) Съюз на българските учени, писатели и художници, София (1918)

Дописен член
- Пруска академия на науките, Берлин (1938)[8]
- Баварска академия на науките, Мюнхен – дописен член (1929), сенатор (1939)
- Славянски институт 'Н. Кондаков', Прага (1929)
- Археологическото дружество на Унгария, Будапеща
- Научно дружество в Гьотинген (1932)
- Унгарско научно дружество Kőrösi Csoma-Gesellschaft, Будапеща (1928)
- Нумизматично дружество, Виена
- (член) Постоянен комитет за етруски проучвания, Флоренция
- Комитет за византийски проучвания, Ню Йорк
- Испанско дружество за антропология, етнография и праистория, Мадрид (1941)

Председател
- Българска национална комисия за интелектуално сътрудничество (1923 – 1934)
- Международен комитет за интелектуално сътрудничество, Женева (1934 – 1940)
- Българо-гръцко дружество в България (1938)

Почетен член
- Археологическо дружество на Гърция, Атина

Доктор хонорис кауза
- Университет, Атина (1937)
- Университет, Берлин (1939)
- Кралски университет, Будапеща (1941)
- Университет на Падуа (1942)

## Политическа дейност
В края на 1938 г. Филов е поканен за министър на народното просвещение в правителството на Георги Кьосеиванов. Полицейска справка във връзка с назначаването му отбелязва неговата аполитичност дотогава, с изключение на слаби и неафиширани симпатии към Народното социално движение.
От 15 февруари 1940 г. с Указ № 8 на цар Борис III оглавява Министерския съвет. Сериозен успех за правителството му е подписването на т.нар. Крайовска спогодба на 7 септември 1940 г., с която Южна Добруджа се връща от Румъния на България.
В качеството си на министър-председател Филов е вносител на Закона за защита на нацията, приет на 24 декември 1940 г. и съдържащ дискриминационни мерки срещу евреите. Малко по-късно към правителството е създадено Комисарство по еврейските въпроси, което има за цел „окончателното решение на еврейския въпрос“. Към края на мандата му като министър-председател в Германия са депортирани над 11 хиляди евреи от освободените български области Македония и Западна Тракия, повечето от които загиват. След протести на обществеността планираното депортиране на евреи с българско гражданство е отменено.
На 1 март 1941 г. Филов като министър-председател подписва в двореца „Белведере“ във Виена присъединяването на България към Тристранния пакт. Така на 19 април, наречен Български Великден, българските войски навлизат в Югославия, а на 20 април – в Гърция, и то без да се налага да водят активни бойни действия. По този начин българското правителство, съгласувано с Германия и Италия, изпраща войски в редица територии, населени с българи. Българската армия е посрещната на повечето места като освободителка, цар Борис III е обявен за „Цар-обединител“, а правителството неимоверно повдига своя престиж. Малко по-късно, след допълнителни преговори, Охрид също е предаден на България от италианците на 24 май 1941 г. В резултат под българска администрация попадат по-голямата част от Вардарска Македония, източният дял на Егейска Македония, Западна Тракия, Западните покрайнини и Поморавието при западна граница със Сърбия по Санстефанския мирен договор. Съгласно т.нар. спогодба „Д-р Клодиус“ България поема временен ангажимент да замени германските войски на територията на Македония, Моравско и Западна Тракия, като създаде администрация на тези райони и запази различни германски икономически интереси там. Българската армия има само охранителни функции в новоосвободените земи. Те са дадени „под временно българско управление“. Окончателното прокарване на границите е оставено за периода след войната.
На 13 декември 1941 г. ръководеното от него правителство, под натиска на нацистка Германия, обявява т.нар. „Символична война“ на Съединените американски щати и Великобритания, която завършва с тежки въздушни удари на съюзниците над София и други градове през 1943 – 1944 г.
След смъртта на цар Борис III на 28 август 1943 г. Филов, в качеството си на министър-председател, временно изпълнява функциите на регент на малолетния цар Симеон II. На 9 септември същата година е избран от XXV ОНС за регент в образувания Регентски съвет, заедно с княз Кирил Преславски и генерал-лейтенант Никола Михов. Назначаването му на този пост е грубо незачитане на Търновската конституция, която категорично предписва, че Регентски съвет се избира единствено от велико народно събрание, а не от обикновено – т.е. „изборът“ му е нелегитимен. Присъствието на член на царуващата династия (Кирил Преславски) също е в противоречие с Търновската конституция. Богдан Филов е регент почти до Деветосептемврийския преврат, като фактически оглавява режима в страната след смъртта на Борис III.
След първите съветски успехи във Втората яшко-кишиневска операция и държавния преврат на крал Михай I, след който Румъния обявява война на Германия, ръководството на режима в България, предприема мерки за по-бързо разграничаване на страната от Германия. При съставянето с тази цел на кабинета на Константин Муравиев от представители на дотогавашната опозиция като условие е поставено оттеглянето на Филов като регент. Той намира различни поводи да отлага тази стъпка, но на 7 септември се оттегля от Регентския съвет, а официално подава оставка на следващия ден.

### Екзекуция
Арестуван на Чамкория няколко дни след Деветосептемврийския преврат, Филов веднага е изпратен под конвой в София (в сградата на „Славянска беседа“) и десетина дни по-късно (21 септември) – на тримесечни разпити в хотел в Съветския съюз заедно с останалите регенти и повечето министри. На 3 януари 1945 г. Филов и останалите му колеги са върнати в България с влак и изправени пред Първи състав на Народния съд, предвиден още в проектопрограмата на Отечествения фронт от 1942 г. Подсъдимият Филов се държи достойно при разпита си пред Народния съд на 12 януари, отрича да е виновен за следваната от него политика и ориентация на страната, посреща хладнокръвно и смъртната си присъда.
Екзекутиран е заедно с другите регенти, министри, депутати през нощта на 1 срещу 2 февруари 1945 г.
Цялото имущество на семейството му е конфискувано, наложена му глоба от 5 милиона лева, а научните му титли са отнети. Името на професор Богдан Филов за дълги години е зачеркнато от научната и политическата сфера в България, неговите съчинения са забранени, укривани или унищожавани в библиотеките, включително в СУ. Стига се до това главните му приносни трудове по археология и тракология да се цитират без име.
Реабилитиран е научно на сесия на Археологическия институт при БАН едва в края на март 1990 г. (докладите от сесията не са обнародвани). Немного след това е възстановен и портретът на професор Б. Филов в централната сграда на БАН, в качеството му на бивш председател на Академията. Присъдата на Народния съд е отменена с Решение № 172 на Върховния съд от 26 юни 1996 г.

## Награди и отличия
- Възпоменателен кръст „За независимостта на България 1908 година“ от цар Фердинанд I (1909)[13]
- орден “Св. Александър“ V степен с мечове (1921) от министъра на войната – за отличия и заслуги през ПСВ[14]
- орден “Св. Александър“ IV степен с грамота (3 октомври 1934) от цар Борис III за заслуги по уреждането на IV византоложки конгрес
- унгарски орден „Corvin“ (Corvin-érem) за високи научни заслуги (1942).

## Семейство
През януари 1932 г. Богдан Филов се жени в тесен семеен кръг за д-р Евдокия Петева-Филова, генералска дъщеря, завършила в Германия и активно занимаваща се с българска етнография и модерно изкуство. Двамата нямат деца, родени от брака им, макар Евдокия да забременява на няколко пъти.

## Противоречия
През май 2009 г. по повод именуването на улица по името на Богдан Филов (предложението идва от д-р Борислав Бориславов – археолог, съветник от СДС) от Израелското посолство изразяват „шок“ в писмо, в което се казва: „Богдан Филов е министър-председателят на България, сложил подписа си под пакта за сътрудничество с хитлеристка Германия, подготвил за гласуване антисемитско законодателство и изпратил българска администрация в Новите земи, които да депортират тамошното еврейско население“, след което Бойко Борисов, тогава кмет, внася предложение за отмяна на наименуването; решението е отменено по-късно от Столичния общински съвет с гласове на ГЕРБ и БСП.

### За него
- Алманах на Софийския университет. Животописни и книгописни сведения за преподавателите 1888 – 1939. София, 1940, стр. 627 – 629
- Мария Златкова, Богдан Филов. Живот между науката и политиката, изд. „Алтея“, С. 2007
- П. Петров, Пътуване на Богдан Филов в Македония през 1916 г. – Военно истор. сборник, 1991, № 3
- Евгени Паунов, Кой бе Богдан Филов: Негова кратка био- и библиография – Анали, том I, № 1, София 1994, 82 – 93, 4 табл.
- Димитър Овчаров, Богдан Филов и българската средновековна археология – Минало III, № 2, София, 29 – 33
- Ташев, Ташо. Министрите на България 1879 – 1999.   София, АИ „Проф. Марин Дринов“/Изд. на МО, 1999. ISBN 978-954-430-603-8/ISBN 978-954-509-191-9.
- В. Митаков, Дневник на правосъдния министър в правителствата на Георги Кьосеиванов и Богдан Филов (редактор Райчо Радулов, изд. „Труд“), С. 2001